# دهستان وحدت (زرند)
دهستان وحدت نام دهستانی در بخش مرکزی شهرستان زرند ، استان کرمان در ایران است. براساس سرشماری مرکز آمار ایران در سال ۱۳۹۵، جمعیت آن ۱۹،۷۲۰ (۳۶۰۹ خانوار) بوده‌است. مرکز این دهستان روستای بهاآباد می باشد.  